# Lin Utzon
Lin Utzon (født 21. maj 1946) er en dansk kunsthåndværker og tekstildesigner bosiddende i Hellebæk. Hun er datter af arkitekt Jørn Utzon og søster til Jan og Kim Utzon.
Lin Utzon har holdt adskillige separatudstillinger i ind- og udland. Hun er kendt for både tekstiler og design og arbejder stort set indenfor alle kunstneriske genrer – også med arkitektoniske udsmykninger. Det er naturindtryk og fænomener som lys, vand, himmel og organiske vækster, der danner basis for Lin Utzons abstrakte formverden. Hun har en udpræget sans for materiale og komposition og er både inspireret af det nordiske lys og de klare nordiske farver. Derudover fascineres hun af den enkelthed, der præger Japansk kunst og kultur.

## Produktion
Hendes arbejder strækker sig fra serier i porcelæn over scenografi og kostumer for Den Kongelige Ballet til arkitektoniske udsmykninger Bagsværd Kirke, hovedsæder for Volvo i Göteborg, IBM i Dallas samt San José Convention Center, Tivoli i både Danmark og Japan, Capita Building i Sydney, Australien og IBM bygningen i Dallas, Yerba Buena Park murals San Fransisco USA for blot at nævne nogle få.
Værkerne omfatter alt lige fra foldede granitvægge på 160 meter til loftsmalerier, kuppeludsmykninger, søjlemonomenter og diverse vægudsmykninger i porcelæn eller i form af gobeliner.

## Uddannelse
Hun er uddannet på School of Painters and Sculptors i Sydney, Australien 1965-1967 , Kyoto, Tokyo, Japan i 1967, kunsthåndværkerskolen i København på Tekstillinien i 1967-1970. Tilknyttet Den Kgl. Porcelænsfabrik fra 1978. Det næste år uddannede hun sig på Margrethe-Skolen i København i tilskæring og design af tøj, og i 1973 åbnede hun eget værksted i Hellebæk. Hun blev tilknyttet Den Kgl. Porcelainsfabrik fra 1978 og var medlem af Den permanente i perioden 1979-1982. Hun har desuden foretaget studierejser til Japan, Mexico, USA, Australien, Kina og Sydeuropa.

## Udmærkelser
- Fabrikant Mads Clausens Fond, 2004
- S.C. Van Fonden, 2004
- Politiken-Fonden, 2004
- Dronning Margrethe og Prins Henriks Fond, 2004
- Aage og Johanne Louis Hansen Fond, 2001
- Vita Lysgård Fonden, 2001
- Augustinus Fonden, 2001
- Statens Kunstfond, 2001
- Legat fra Lysgårdfonden, Aage og Johanne Louis Hansens Fond, Augustinusfond, 2000-2001
- Läkerolprisen, Københavns pris for udsmykning, 2000
- Legat fra Danmarks Nationalbanks Jubilæumsfond af 1968, 1972, 1978, 1982, 1985 og 2000-2001
- Legat fra Niels Wessel Bagge Fond, 1999
- Legat fra Den Kongelige Porcelainsfabrik, 1984
- Kulturminister Niels Mathiasens pris